# Grand Rapids Rise 2024
Questa voce raccoglie le informazioni riguardanti le Grand Rapids Rise nelle competizioni ufficiali della stagione 2023-2024.

## Stagione
Le Grand Rapids Rise partecipano alla stagione 2023-24 senza alcuna denominazione sponsorizzata.
Si classificano al quarto posto nella regular season di PVF, qualificandosi ai play-off scudetto: superano le Atlanta Vibe in semifinale, venendo poi sconfitte nella finale per il titolo dalle Omaha Supernovas.

## Organigramma societario
Area direttiva
- Presidente: Daniel DeVos
- Direttore delle operazioni: MacKenzi Welsh

Area tecnica
- Allenatore: Cathy George
- Allenatore associato: Bill Walton
- Assistente allenatore: Denis Dimitrov
- Scoutman: Brady Compton
- Preparatore atletico: Dave Getsoff, Daimond Dixon

## Rosa
| N° | Nome             | Ruolo | Data di nascita   | Nazionalità sportiva |
| -- | ---------------- | ----- | ----------------- | -------------------- |
| 1  | Sydney Bolding   | C     | -                 | Stati Uniti          |
| 4  | Morgahn Fingall  | O     | 6 maggio 2001     | Stati Uniti          |
| 5  | Erika Pritchard  | S     | 19 ottobre 1999   | Stati Uniti          |
| 7  | Nia Grant        | C     | 8 maggio 1993     | Stati Uniti          |
| 8  | Marin Grote      | C     | 16 dicembre 1999  | Stati Uniti          |
| 9  | Claire Chaussee  | S     | 15 maggio 2000    | Stati Uniti          |
| 10 | Shannon Scully   | S     | 3 marzo 1999      | Stati Uniti          |
| 11 | Kenna Sauer      | S     | 20 dicembre 2000  | Stati Uniti          |
| 12 | Sarah Sponcil    | L     | 16 agosto 1996    | Stati Uniti          |
| 13 | Ashley Evans     | P     | 23 dicembre 1994  | Stati Uniti          |
| 14 | Emilija Nikolova | O     | 26 dicembre 1991  | Bulgaria             |
| 15 | Machaela Podraza | P     | -                 | Stati Uniti          |
| 17 | Alyssa Garvelink | C     | -                 | Stati Uniti          |
| 27 | Symone Abbott    | S     | 27 settembre 1996 | Stati Uniti          |
| 28 | Kayla Caffey     | C     | 25 novembre 1997  | Stati Uniti          |
| 31 | Camila Gómez     | L     | 6 luglio 1995     | Colombia             |
| 34 | Molly Lohman     | C     | 13 maggio 1996    | Stati Uniti          |

## Mercato
| Acquisti                               | Acquisti         | Acquisti           | Acquisti   |
| R.                                     | Nome             | da                 | Modalità   |
| -------------------------------------- | ---------------- | ------------------ | ---------- |
| S                                      | Symone Abbott    | Athletes Unlimited | definitivo |
| C                                      | Sydney Bolding   | Kansas State       | definitivo |
| C                                      | Kayla Caffey     | Athletes Unlimited | definitivo |
| S                                      | Claire Chaussee  | Athletes Unlimited | definitivo |
| P                                      | Ashley Evans     | CSM Bucarest       | definitivo |
| O                                      | Morgahn Fingall  | Tennessee          | definitivo |
| C                                      | Alyssa Garvelink | -                  | definitivo |
| L                                      | Camila Gómez     | Pinheiros          | definitivo |
| C                                      | Nia Grant        | -                  | definitivo |
| C                                      | Marin Grote      | Athletes Unlimited | definitivo |
| O                                      | Emilija Nikolova | Casalmaggiore      | definitivo |
| P                                      | Machaela Podraza | Penn State         | definitivo |
| S                                      | Erika Pritchard  | Cheseaux           | definitivo |
| S                                      | Kenna Sauer      | Texas Tech         | definitivo |
| S                                      | Shannon Scully   | Terville Florange  | definitivo |
| L                                      | Sarah Sponcil    | -                  | definitivo |
| Trasferimenti nel corso della stagione |                  |                    |            |
| C                                      | Molly Lohman     | Béziers            | definitivo |

| Cessioni | Cessioni       | Cessioni     | Cessioni   |
| R. | Nome           | a            | Modalità   |
| --- | -------------- | ------------ | ---------- |
| Non sono avvenuti movimenti di mercato in uscita prima dell'annata perché la società non era attiva nella stagione precedente |                |              |            |
| Trasferimenti nel corso della stagione                                                                                        |                |              |            |
| C | Sydney Bolding | -            | svincolata |
| C | Nia Grant      | -            | svincolata |
| S | Kenna Sauer    | Vegas Thrill | definitivo |

## Risultati

### PVF

#### Regular season
| 25 gennaio 2024 Van Andel Arena, Grand Rapids    | Grand Rapids Rise | 3 - 0 | Columbus Fury     | 25-17, 25-23, 25-19               |
| 9 febbraio 2024 Gas South Arena, Duluth          | Atlanta Vibe      | 1 - 3 | Grand Rapids Rise | 20-25, 25-21, 22-25, 22-25        |
| 12 febbraio 2024 Van Andel Arena, Grand Rapids   | Grand Rapids Rise | 1 - 3 | Omaha Supernovas  | 25-21, 31-33, 28-30, 21-25        |
| 18 febbraio 2024 Van Andel Arena, Grand Rapids   | Grand Rapids Rise | 3 - 2 | Atlanta Vibe      | 25-19, 25-18, 23-25, 23-25, 15-11 |
| 23 febbraio 2024 Viejas Arena, San Diego         | San Diego Mojo    | 3 - 1 | Grand Rapids Rise | 36-34, 25-27, 25-23, 25-23        |
| 1º marzo 2024 Addition Financial Arena, Orlando  | Orlando Valkyries | 3 - 1 | Grand Rapids Rise | 25-20, 21-25, 32-30, 27-25        |
| 4 marzo 2024 Viejas Arena, San Diego             | San Diego Mojo    | 3 - 2 | Grand Rapids Rise | 16-25, 25-19, 25-17, 22-25, 15-9  |
| 9 marzo 2024 Van Andel Arena, Grand Rapids       | Grand Rapids Rise | 3 - 1 | Columbus Fury     | 25-15, 16-25, 25-17, 25-23        |
| 17 marzo 2024 Van Andel Arena, Grand Rapids      | Grand Rapids Rise | 2 - 3 | Vegas Thrill      | 25-21, 25-21, 21-25, 16-25, 12-15 |
| 20 marzo 2024 Nationwide Arena, Columbus         | Columbus Fury     | 1 - 3 | Grand Rapids Rise | 20-25, 18-25, 25-19, 30-32        |
| 26 marzo 2024 Dollar Loan Center, Henderson      | Vegas Thrill      | 1 - 3 | Grand Rapids Rise | 22-25, 26-24, 17-25, 28-30        |
| 28 marzo 2024 CHI Health Center Omaha, Omaha     | Omaha Supernovas  | 3 - 1 | Grand Rapids Rise | 27-25, 20-25, 30-28, 25-22        |
| 1º aprile 2024 Van Andel Arena, Grand Rapids     | Grand Rapids Rise | 1 - 3 | Atlanta Vibe      | 23-25, 10-25, 25-18, 23-25        |
| 6 aprile 2024 Van Andel Arena, Grand Rapids      | Grand Rapids Rise | 2 - 3 | Orlando Valkyries | 18-25, 25-21, 21-25, 25-19, 9-15  |
| 11 aprile 2024 Addition Financial Arena, Orlando | Orlando Valkyries | 0 - 3 | Grand Rapids Rise | 23-25, 21-25, 22-25               |
| 13 aprile 2024 Van Andel Arena, Grand Rapids     | Grand Rapids Rise | 3 - 2 | Vegas Thrill      | 25-23, 25-21, 21-25, 22-25, 15-9  |
| 16 aprile 2024 Gas South Arena, Duluth           | Atlanta Vibe      | 3 - 1 | Grand Rapids Rise | 23-25, 25-22, 25-22, 25-15        |
| 18 aprile 2024 Van Andel Arena, Grand Rapids     | Grand Rapids Rise | 3 - 1 | Orlando Valkyries | 25-14, 17-25, 25-20, 25-13        |
| 20 aprile 2024 Lee's Family Forum, Henderson     | Vegas Thrill      | 1 - 3 | Grand Rapids Rise | 23-25, 20-25, 25-23, 22-25        |
| 26 aprile 2024 CHI Health Center Omaha, Omaha    | Omaha Supernovas  | 3 - 2 | Grand Rapids Rise | 25-22, 23-25, 25-20, 16-25, 15-7  |
| 28 aprile 2024 Nationwide Arena, Columbus        | Columbus Fury     | 3 - 0 | Grand Rapids Rise | 25-21, 25-15, 25-15               |
| 4 maggio 2024 Van Andel Arena, Grand Rapids      | Grand Rapids Rise | 1 - 3 | San Diego Mojo    | 25-22, 18-25, 25-27, 15-25        |
| 5 maggio 2024 Van Andel Arena, Grand Rapids      | Grand Rapids Rise | 3 - 0 | San Diego Mojo    | 25-23, 25-18, 25-16               |
| 12 maggio 2024 Van Andel Arena, Grand Rapids     | Grand Rapids Rise | 3 - 2 | Omaha Supernovas  | 25-16, 23-25, 23-25, 26-24, 15-10 |

#### Play-off scudetto
| Semifinali - 15 maggio 2024 CHI Health Center Omaha, Omaha | Atlanta Vibe      | 2 - 3 | Grand Rapids Rise | 20-25, 25-19, 20-25, 25-23, 8-15 |
| Finale - 18 maggio 2024 CHI Health Center Omaha, Omaha     | Grand Rapids Rise | 0 - 3 | Omaha Supernovas  | 13-25, 24-26, 22-25              |

## Statistiche

### Statistiche di squadra
| Competizione | Punti | In casa | In casa | In casa | In trasferta | In trasferta | In trasferta | Totale | Totale | Totale |
| Competizione | Punti | G       | V       | P       | G            | V            | P            | G      | V      | P      |
| ------------ | ----- | ------- | ------- | ------- | ------------ | ------------ | ------------ | ------ | ------ | ------ |
| PVF          | 0,500 | 12      | 7       | 5       | 12           | 5            | 7            | 26     | 13     | 13     |
| Totale       | -     | 12      | 7       | 5       | 12           | 5            | 7            | 26     | 13     | 13     |

### Statistiche dei giocatori
| Giocatrice   | PVF | PVF | PVF | PVF | PVF | Totale | Totale | Totale | Totale | Totale |
| Giocatrice   | P   | PT  | AV  | MV  | BV  | P      | PT     | AV     | MV     | BV     |
| ------------ | --- | --- | --- | --- | --- | ------ | ------ | ------ | ------ | ------ |
| S. Abbott    | 18  | 147 | 131 | 11  | 5   | 18     | 147    | 131    | 11     | 5      |
| S. Bolding   | 1   | 1   | 1   | 0   | 0   | 1      | 1      | 1      | 0      | 0      |
| K. Caffey    | 19  | 122 | 81  | 37  | 4   | 19     | 122    | 81     | 37     | 4      |
| C. Chaussee  | 26  | 463 | 429 | 20  | 14  | 26     | 463    | 429    | 20     | 14     |
| A. Evans     | 26  | 77  | 35  | 28  | 14  | 26     | 77     | 35     | 28     | 14     |
| M. Fingall   | 13  | 54  | 48  | 5   | 1   | 13     | 54     | 48     | 5      | 1      |
| A. Garvelink | 13  | 46  | 24  | 19  | 3   | 13     | 46     | 24     | 19     | 3      |
| C. Gómez     | 22  | 0   | 0   | 0   | 0   | 22     | 0      | 0      | 0      | 0      |
| N. Grant     | 6   | 22  | 21  | 1   | 0   | 6      | 22     | 21     | 1      | 0      |
| M. Grote     | 26  | 239 | 153 | 69  | 17  | 26     | 239    | 153    | 69     | 17     |
| M. Lohman    | 6   | 10  | 7   | 2   | 1   | 6      | 10     | 7      | 2      | 1      |
| E. Nikolova  | 24  | 444 | 402 | 30  | 12  | 24     | 444    | 402    | 30     | 12     |
| M. Podraza   | 19  | 18  | 7   | 11  | 0   | 19     | 18     | 7      | 11     | 0      |
| E. Pritchard | 13  | 101 | 89  | 10  | 2   | 13     | 101    | 89     | 10     | 2      |
| K. Sauer     | -   | -   | -   | -   | -   | -      | -      | -      | -      | -      |
| S. Scully    | 25  | 64  | 57  | 2   | 5   | 25     | 64     | 57     | 2      | 5      |
| S. Sponcil   | 21  | 0   | 0   | 0   | 0   | 21     | 0      | 0      | 0      | 0      |

P = presenze; PT = punti totali; AV = attacchi vincenti; MV = muri vincenti; BV = battute vincenti